# Jadwiga Prendowska
Jadwiga Prendowska (ur. 1832 – zm. 1915) – kurierka oddziału Mariana Langiewicza, organizatorka Stowarzyszenia Niewiast w powiecie iłżeckim. Więziona w X. Pawilonie Cytadeli Warszawskiej od września 1863 do grudnia 1864. Zesłana do Kunguru.